# Edicto de Gülhane

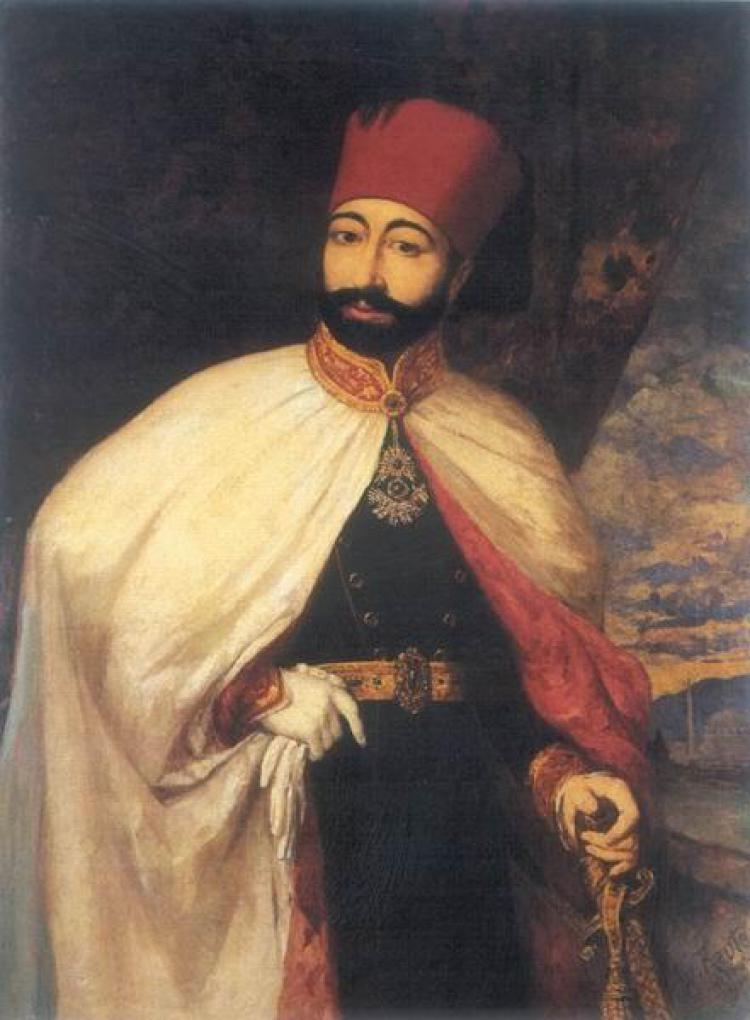
Sultán Mahmud II, precursor de las Tanzimat.

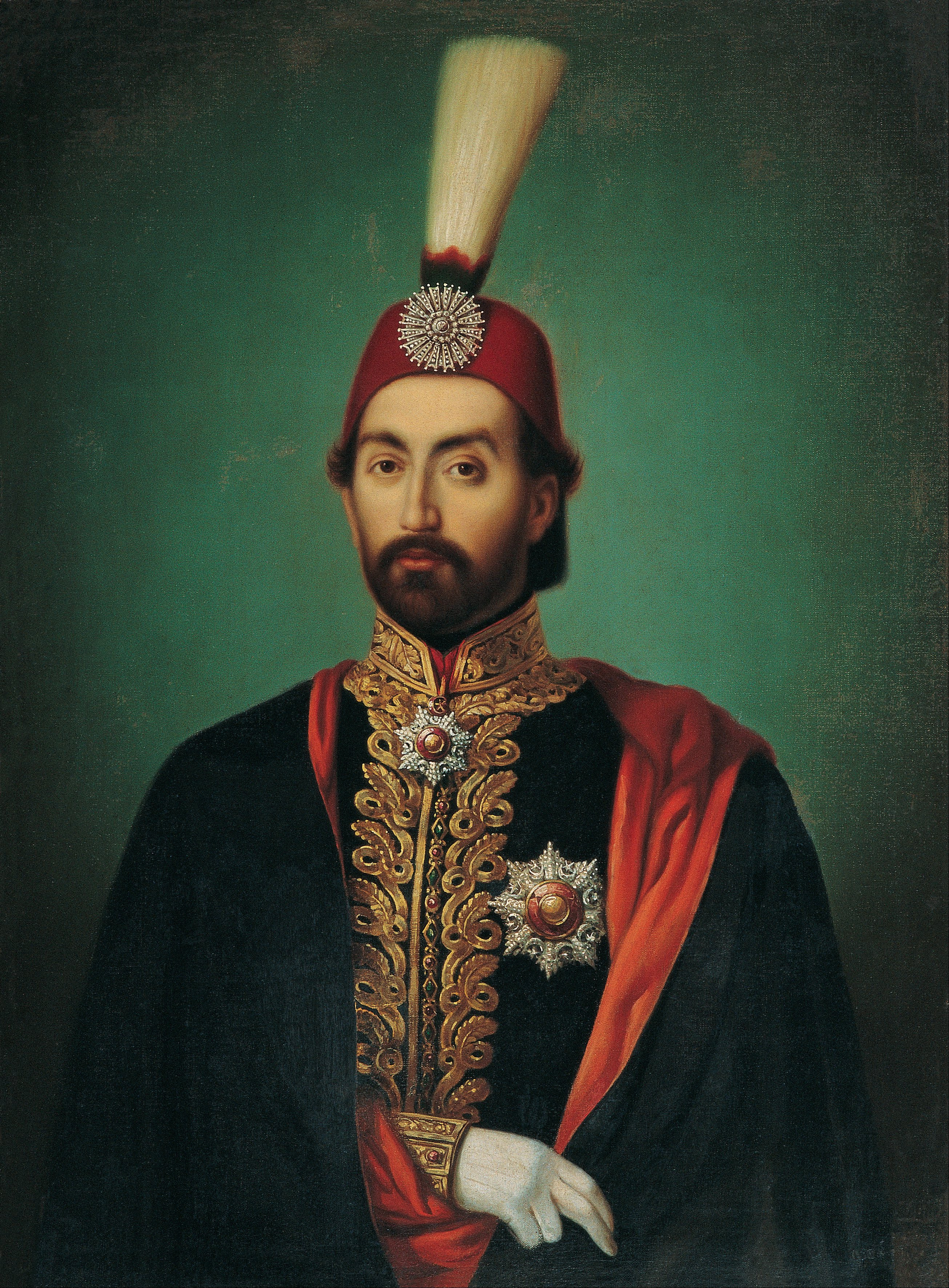
Sultán Abdülmecid I.

El Edicto de Gülhane o Noble Edicto de la Estancia Rosa (Gülhane Hatt-ı Şerifi), fue un decreto imperial otomano promulgado el 3 de noviembre de 1839 por el sultán Abdülmecid I, en el parque de Gülhane situado junto a las murallas del Palacio de Topkapı, y mediante el cual se dio inicio a la época conocida como Tanzimat, o de las reformas, dentro del Imperio otomano y abarcaron los años centrales del siglo XIX.
Aunque el inicio de las reformas otomanas siempre se ha situado tras la llegada al trono de Abdülmecid I, lo cierto es que éstas se basaron en un proyecto de su padre, el sultán anterior Mahmud II, asistido por quien fue su colaborador más preciado, Mustafa Reşid Paşa.
Una de las reformas más célebres, llevada a cabo por Mahmud II, fue la abolición del cuerpo de infantería de los Jenízaros en 1826. Pero además fue el creador de lo que más tarde serían los primeros ministerios otomanos (1836); reorganizó toda la estructura administrativa del estado; fundó nuevas escuelas destinadas al funcionariado, creó el primer periódico otomano Tavkim-ı Vekayi, desde donde el gobierno anunciaba semanalmente las nuevas leyes y decretos aprobados; reformó la administración local; modernizó el sistema fiscal, la recluta militar y la confección de censos de población; y creó un reglamento para los funcionarios en virtud del cual estos debían vestir a la europea.
Sin embargo, el Edicto de Gülhane contenían promesas de gran calado social e institucional. Además de establecer un sistema regular de impuestos, y desarrollar un sistema de reclutamiento y entrenamiento moderno para las fuerzas armadas, garantizaba que las personas que constituían la población del Imperio eran iguales entre sí, sin distinción de religión ni nacionalidad, algo que estaba en contradicción con al ley musulmana básica y se enfrentaba de lleno con los fundamentos sociales del estado desde su fundación.
En consecuencia, el nuevo edicto garantizaba la vida, seguridad, honor y propiedades de toda la población. Y si bien no se puede considerar que fuera una auténtica constitución -el sultán podía abrogar las reformas que él mismo había aprobado-, significó el acta de nacimiento de la ciudadanía otomana aunque las nuevas leyes que debían hacer a todos los ciudadanos iguales ante la ley aún no estaban redactadas ni aprobadas.